# Fehér Krisztián
Fehér Krisztián  (Kunhegyes, 2002. július 17. –) roma származású magyar előadó-dalszerző, az X-Faktor tizenkettedik évadának győztese.

## Élete
2002. július 17-én született tornyoson ahol gyermekkorát töltötte el. Iskolai tanulmányait a Kunhegyesen található iskolákban végezte. Középiskolai tanulmányai befejezése után munkába állt a családi szigetelő-bádogos vállalkozásban, ami lehetőséget biztosított számára, hogy anyagilag a saját lábán álljon. Tizenhét éves kora óta teljes mértékben magát tartja el.

## Pályafutása
2024-ben jelentkezett az X-Faktor tizenkettedik évadába. A válogatón a Gyere kislány című dalát énekelte, ami hatalmas siker lett, és a mentoroktól négy igent kapva továbbjutott a táborba. Először Majka csapatába majd Valkusz Milán csapatába került. Az élő adások során mindig saját dalt énekelt. Sokszor volt kieső helyen, de a nézők mindig megmentették. A 2024. december 7-én rendezett fináléban a nézői szavazatok alapján a tizenkettedik évad győztese lett.

## Diszkográfia

### Zenéi[5]
- Gyere Kislány (2024)
- Prikezsia (2024)
- Ajtó-Ablak (2024)
- Testvér Himnusz (2024)
- Szomszéd nője (2024)
- Barbi baba (2024)
- Jószívű csibész gyerek (G.w.M-mel közös dal) (2024)
- Erőszakos Gádzsi (2024)
- Álomkép (2024)
- Péntek-szombat (Valkusz Milánnal közös dal) (2024)
- Fura világ (2024)
- Nálunk ez betegség (G.w.M-mel közös dal) (2024)
- Így jártam (2025)
- Bolond vagyok mert (Gáspár Lacival közös dal) (2025)